# 志佐純元
志佐 純元（しさ すみもと）は、室町時代後期から戦国時代にかけての武将。

## 出自
志佐氏は肥前国北部に勢力を持った松浦氏庶流。志佐氏の初代は、松浦久の子・御厨直の孫・志佐貞といい、貞は父・清から志佐や五島列島の東辺・西島、壱岐を与えられ、所領の一つである志佐を本拠とし志佐氏を名乗った。志佐氏は李氏朝鮮と交易を行ったりするなど壱岐の地で守護に匹敵する権力を持っていたが、やがて波多氏の侵攻により壱岐の支配権を失った。

## 略歴
松浦豊久の長男である純元は初名を昌といった。当初、昌は田平の里城主・峯弘の養子へ送られ、峯昌（田平昌とも）と名乗った。しかし、昌は弘と折り合いが悪く、弘が昌の弟で平戸松浦氏を継いだ正（弘定）に田平の地を譲る方針を示したため昌と弘定、両者は険悪な関係となった。文明18年（1486年）、弘定に田平の里城を攻められ昌は有馬氏の元へ逃亡した。延徳3年（1491年）、弘定の攻撃を受け敗北した昌からの援助の依頼を受けた有馬貴純が、少弐政資・大村純伊・相神浦松浦氏の松浦定を誘って軍を率い北上、途中、降伏した志佐氏・佐々氏・深江氏といった諸勢力らを加えた連合軍が平戸城を攻めると、弘定は城を捨て大内義興に支援を求めた（箕坪合戦）。
明応6年（1497年）、北九州に目を向けた大内義興は、肥前を掌握していた少弐政資・高経父子を攻め滅ぼし、少弐氏に味方していた有馬氏を牽制すべく、守護代千葉興常に、龍造寺氏・大村氏・蒲池氏を指揮させ、有馬氏側だった志佐純勝の拠る直谷城を攻めさせた。純勝が追われると平戸に弘定が復帰し。昌は弘定と和解した。昌は志佐氏の名跡を継ぎ、志佐純元（純本とも）と名乗り、志佐の領主となった。純元は弘定との和議の印として嫡子・源三郎（松浦興信）を弘定の養子に出した。